# Харьковский (Челябинская область)
Ха́рьковский — посёлок в Агаповском районе Челябинской области. Входит в состав Наровчатского сельского поселения.

## География
Расположен в западной части района. Недалеко от посёлка — множество озёр и протекает река Урал.
Посёлок связан грунтовыми и шоссейными дорогами с соседними населёнными пунктами. Расстояние до районного центра села Агаповка 15 км, до центра сельского поселения — посёлка Наровчатка — 7 км.

## История
Основан в 1926 году переселенцами с Украины, из Харьковской губернии.
В 1968 году на территории посёлка разместилось 5-е отделение совхоза «Агаповский», в 1987 году находилось отделение совхоза «Наровчатский».

## Население
| 1970 | 1995 | 2002 | 2010 |
| ---- | ---- | ---- | ---- |
| 634  | ↘448 | ↗450 | ↘430 |

(в 1926 г. — 256 чел., в 1947 г. — 520 чел., в 1956 г. — 659 чел., в 1959 г. — 613 чел., в 1983 г. — 432 чел.)

## Инфраструктура
- библиотека,
- начальная школа,
- клуб.

## Улицы
- Зелёная,
- Луговая,
- Озёрная,
- Садовая,
- Степная,
- Центральная,
- Новая.